# After Reading Shakespeare
Ned Rorem componeerde After Reading Shakespeare in 1981.

## Geschiedenis
Rorem kent al minstens 25 jaar het muzikantenechtpaar Jaime Laredo en Sharon Robinson; andersom zijn zij promotors van met name de kamermuziek van de componist. Hij schreef al een vioolconcert voor Laredo; in 1981 schreef hij After Reading Shakespeare voor Robinson. In 1979 waagde Rorem al een poging om een werk te schrijven cello en piano. Toen haar vraag om een dergelijk stuk definitief werd, vond Rorem dat een compositie voor solocello meer aansloot bij haar solokwaliteiten. Voorts vond Rorem het wel leuk een stuk voor solocello te schrijven aangezien hij dat destijds nog niet gedaan had.

## Compositie
Alhoewel de titel anders doet vermoeden is het geen programmamuziek; de namen van de delen zijn achteraf gegeven; eerst was er de muziek; daarna zocht Rorem een passend Shakespeare-onderwerp erbij. Deze compositie uit 1981 klinkt vreemd genoeg moderner dan zijn latere dubbelconcert voor genoemd echtpaar. Dat weerhield hem er niet van een toch traditioneel klinkende compositie af te leveren.

## Delen
1. Lear;
2. Katharine;
3. Lear;
4. Titania and Oberon;
5. Caliban;
6. Portia;
7. Why hear'st thou music sadly?
8. Remembrance of things past;
9. Iago and Othello.

Opvallend is deel 7; een erg vrolijk; uiterst modern klinkend stukje muziek van nog geen minuut. De gehele compositie duurt 22 minuten.